# Высокая Печь
Высо́кая Печь (укр. Висока Піч) — село на Украине, находится в Житомирском районе Житомирской области. Находится на реке Тетерев.
Код КОАТУУ — 1822081501. Население по переписи 2001 года составляет 2159 человек. Почтовый индекс — 12424. Телефонный код — 412. Занимает площадь 0,209 км².

## Местный совет
Село Высокая Печь — административный центр Высокопечского сельского совета.
Адрес сельского совета: 12424, Житомирская область, Житомирский р-н, с. Высокая Печь, ул. Чудновская, 1; тел. 40-27-66.

## История
За героизм и мужество, проявленные во время освобождения села (1 января 1944), механик-водитель танка Т-34 Николай Константинович Иванов был представлен к званию Героя Советского Союза (посмертно). Похоронен в селе.